# Dysdera concinna
Dysdera concinna este o specie de păianjeni din genul Dysdera, familia Dysderidae, descrisă de L. Koch, 1878. Conform Catalogue of Life specia Dysdera concinna nu are subspecii cunoscute.